# Erika Eleniak
Erika Maya Eleniak (ur. 29 września 1969 w Glendale) – amerykańska aktorka telewizyjna i filmowa.

## Życiorys

### Wczesne lata
Urodziła się w Glendale w stanie Kalifornia jako najstarsza córka. Wychowywała się z czterema siostrami i bratem. Jej ojciec urodził się w Edmonton w kanadyjskiej prowincji Alberta i przybył do Hollywood w latach 60. z zamiarem zrobienia kariery jako aktor. Jej matka była pochodzenia estońskiego i niemieckiego. Jej rodzice rozwiedli się.
Ukończyła Robert Fulton Junior High w Van Nuys. Uczęszczała do Van Nuys High School w Kalifornii. W okresie szkoły średniej Eleniak piła alkohol i zażywała narkotyki. W wieku 17 lat poznała sparaliżowanego Steve’a Fergusona, który nakłonił ją w 1988 do wzięcia udziału w spotkaniach Anonimowych Alkoholików i detoksykację.

### Kariera
Mając dziesięć lat wystąpiła w reklamie bielizny Underoos. W wieku 14 lat brała udział w reklamach telewizyjnych, w tym Harleya-Davidsona. W 1982 roku została zaangażowana do światowego hitu Stevena Spielberga E. T. (E.T. the Extra-Terrestrial), gdzie jako młoda dziewczyna była całowana przez głównego bohatera, 10-letniego chłopaka o imieniu Elliot (Henry Thomas). Występowała w produkcjach telewizyjnych, m.in. w Charles in Charge (1984) czy Broken Angel (1988).
W 1989 roku, mając 19 lat, zdecydowała się na pozowanie do zdjęć do czasopisma dla panów Playboy, gdzie pojawiła się na dwóch okładkach. Przez trzy sezony grała postać ratowniczki Shauni McClain w serialu NBC Słoneczny patrol (1989-90; 1991-92). Wystąpiła jako Jordan Tate w kasowym przeboju kinowym Liberator (Under Siege, 1992). Kolejne lata nie przyniosły podobnego sukcesu.

### Życie osobiste
Na planie serialu Słoneczny patrol poznała aktora Billy'ego Warlocka. Początkowa przyjaźń między parą aktorów przerodziła się w miłość. Jednak Warlock był bardzo zazdrosny o Eleniak, co było jednym z powodów rozstania. W 1992 roku spotykała się ze Scottem Baio. W 1992 roku poznała Williama McNamarę. Para nie zdecydowała się jednak na małżeństwo, lecz jedynie na zaręczyny, a ich związek zakończył się w roku 1994. 22 maja 1998 roku poślubiła kulturystę Philipa Goglię, ale po zaledwie sześciu miesiącach małżeństwo zakończyło się rozwodem.
W latach 2001–2007 była związana z Rochem Diagle, z którym ma córkę Indyannę (ur. w styczniu 2006).

## Filmografia
- E.T. (E.T. the Extra-Terrestrial, 1982) jako dziewczyna
- Charles in Charge (1984-1990) jako Stephanie Curtis (1988-1989)
- Plazma (The Blob, 1988) jako Vicki De Soto
- Broken Angel (1988) jako Jaime Coburn
- Słoneczny patrol (Baywatch, 1989-2001) jako Shauni McClain Kramer (1989-1992)
- Słoneczny Patrol: Panika na Malibu Pier (Baywatch: Panic at Malibu Pier, 1989) jako Shauni McClain
- Daughter of the streets (1990) jako Jennifer
- Liberator (Under Siege, 1992) jako Jordan Tate
- Słoneczny Patrol: Rzeka bez powrotu (Baywatch: River of No Return, 1992) jako Shauni McClain
- Bogate biedaki (The Beverly Hillbillies, 1993) jako Elly May
- Eskorta (Chasers, 1994) jako Toni Johnson
- Czerwony cadillac (Girl in the Cadillac, 1995) jako Amanda Baker
- Pożar uczuć (A Pyromaniac's Love Story, 1995) jako Stephanie
- Opowieści z krypty – orgia krwi (Bordello of Blood, 1996) jako Katherine Verdoux
- Szarada śmierci (Charades, 1998) jako Monica
- Projekt Pandora (The Pandora Project, 1998) jako Wendy Lane
- Uwięziona (Captive, 1998) jako Sam Hoffman
- Jedna gorąca letnia noc (One Hot Summer Night, 1998) jako Kelly Moore Brooks
- Ostatnia podróż (Final Voyage, 1999) jako Gloria Franklin
- Po wstrząsie (Aftershock: Earthquake in New York, 1999) jako Jillian Parnell
- Niewidzialny myśliwiec (Stealth Fighter, 1999) jako Erin Mitchell
- Przeciwnik (The Opponent, 2000) jako Patty
- Second to Die (2001) jako Sara Morgan
- Śnieżna pułapka (Snowbound, 2001) jako Barbara Cates
- Vegas, City of Dreams (2001) jako Katherine Garrett
- Świąteczna Gorączka (Christmas Rush, 2002) jako Cat
- Ktoś nad tobą czuwa (He Sees You When You're Sleeping, 2002) jako Annie Campbell
- Shakedown (2002) jako Julie
- Zdrada (Betrayal, 2003) jako Emily Shaw
- The Librarians (2003) jako Sandy Miller
- Dracula 3000 (2004)
- Caught in the Headlights (2004) jako Kate Parker
- Zabójcze korepetycje (Fatal Lessons: The Good Teacher, 2004) jako Victoria Paige
- Brilliant (2004) jako Ricky Smith
- Absolute Zero (2005) jako Bryn
- Spotkanie po latach (2005) jako Jessica Hartley Landers
- Changing Hands (2010) jako kobieta w parku
- Gotowe na wszystko (Desperate Housewives 2004-2010) jako Barbara Fine
- Buds (2011) jako ciotka Kristin
- Niespełniony plan (Meant to Be, 2012) jako Linda